# Commandant Charcot Glacier Tongue
Commandant Charcot Glacier Tongue är en glaciär i Antarktis. Den ligger i Östantarktis. Frankrike gör anspråk på området.
Terrängen runt Commandant Charcot Glacier Tongue är lite kuperad. Havet är nära Commandant Charcot Glacier Tongue åt nordväst. Trakten är obefolkad. Det finns inga samhällen i närheten.